# Птици и хрътки
„Птици и хрътки“ е български игрален филм (комедия) от 1969 година на режисьора Георги Стоянов, по сценарий на Васил Акьов (по романа „Република на смъртните“ на Васил Акьов). Оператор е Виктор Чичов. Музиката във филма е композирана от Кирил Дончев.

### Актьорски състав
| Изпълнител         | Роля                                                                          |
| ------------------ | ----------------------------------------------------------------------------- |
| Стефан Мавродиев   | Борката                                                                       |
| Мая Драгоманска    | Елена                                                                         |
| Кирил Господинов   | Никифор                                                                       |
| Коста Карагеоргиев | поетът Перо                                                                   |
| Константин Коцев   | прокурор                                                                      |
| Татяна Лолова      | госпожа Кавръдкова, член на благотворителното общество за защита на животните |
| Невена Симеонова   | конспираторката                                                               |
| Руси Чанев         | Тонката                                                                       |
| Ицхак Финци        | изобретателят на мъчения                                                      |
| Петър Слабаков     | председателят на съда                                                         |
| Стефан Воронов     | Константин                                                                    |
| Димитър Коканов    | факира                                                                        |
| Андрей Аврамов     | нелегалния                                                                    |
| Евстати Стратев    | полицейският начлник                                                          |
| Светослав Пеев     | таен агент                                                                    |
| Кирил Янев         | командирът на танковата дивизия                                               |
| Стоян Гъдев        | „Бизона“ – бияч                                                               |
| Леда Тасева        | учителката по история                                                         |
| Иван Цветарски     | директорът на гимназията                                                      |
| Продан Нончев      |                                                                               |
| Крикор Азарян      | затворникът – комарджия                                                       |
| Константин Димчев  | таен агент                                                                    |
| Пенко Пенков       | офицера от влака                                                              |

## Награди
- Награда за операторска работа на Виктор Чичов, ФБФ (Варна, 1969).
- Наградата на Министерството на народната просвета, ФБФ (Варна, 1969).